# 雄安航空
中国南方航空雄安航空有限公司，简称雄安航空，成立于2018年6月29日，是中国南方航空旗下的一家全资航空子公司。公司注册地位于中国河北省雄安新区，主运营基地拟设在北京大兴国际机场。中国南方航空在该公司的筹建中公告显示，注资分配形式为货币方式出资25亿元人民币，飞机等实物方式出资75亿元人民币。成立初中国南方航空整体搬迁至北京大兴国际机场的四年过渡期满后将其北京分公司注入雄安航空后注销的计划在COVID-19疫情过后并未实施，雄安航空未实际执管飞机，北京分公司仍正常运作。

## 筹建
根据中国民航局于2018年11月15日发布得公告显示，该公司基地机场为北京大兴国际机场，拟使用的航空器为空中客车A320系列飞机。公司组建初期，飞行、机务、签派、乘务、运输、安保等专业技术人员从中国南方航空股份有限公司划拨。
中国南方航空雄安航空有限公司与中国南方航空股份有限公司统一运营，使用中国南方航空二字代码CZ，航线航班、时刻、飞机指标和停机位等资源在中国南方航空股份有限公司资源内统一调配，不新增资源需求。中国南方航空股份有限公司整体搬迁至北京大兴国际机场的四年过渡期满后，中国南方航空股份有限公司北京分公司将注入中国南方航空雄安航空有限公司，同时中国南方航空股份有限公司北京分公司将予以注销。相比中国南方航空北京分公司，子公司雄安航空被认为在航权时刻申请，相关补贴和土地分配上都更有优势。
2019年4月30日，筹建工作已基本完成，申请颁发公共航空运输企业经营许可证。民航华北地区管理局已完成对其初审。
2019年8月，国航、东航、南航公告各买35架ARJ21国产飞机交给旗下公司子运营，其中南航计划将ARJ21交给雄安航空运营。
另根据公告显示，该公司经营范围包括：
- 提供国内、地区和国际定期及不定期航空客、货、邮、行李运输服务；
- 提供航空器维修服务；
- 经营国内外航空公司的代理业务；
- 进行其他航空业务及相关业务，包括为该业务进行广告宣传；
- 工程管理与技术咨询；
- 航材销售；
- 旅游代理服务等。

## 機隊架構
首架B-605W曾以雄安航空涂装曝光，但最终仍将“雄安航空”中英文以“中国南方航空”贴纸覆盖交付并由广州总部执管。